# Wiecker Brücke

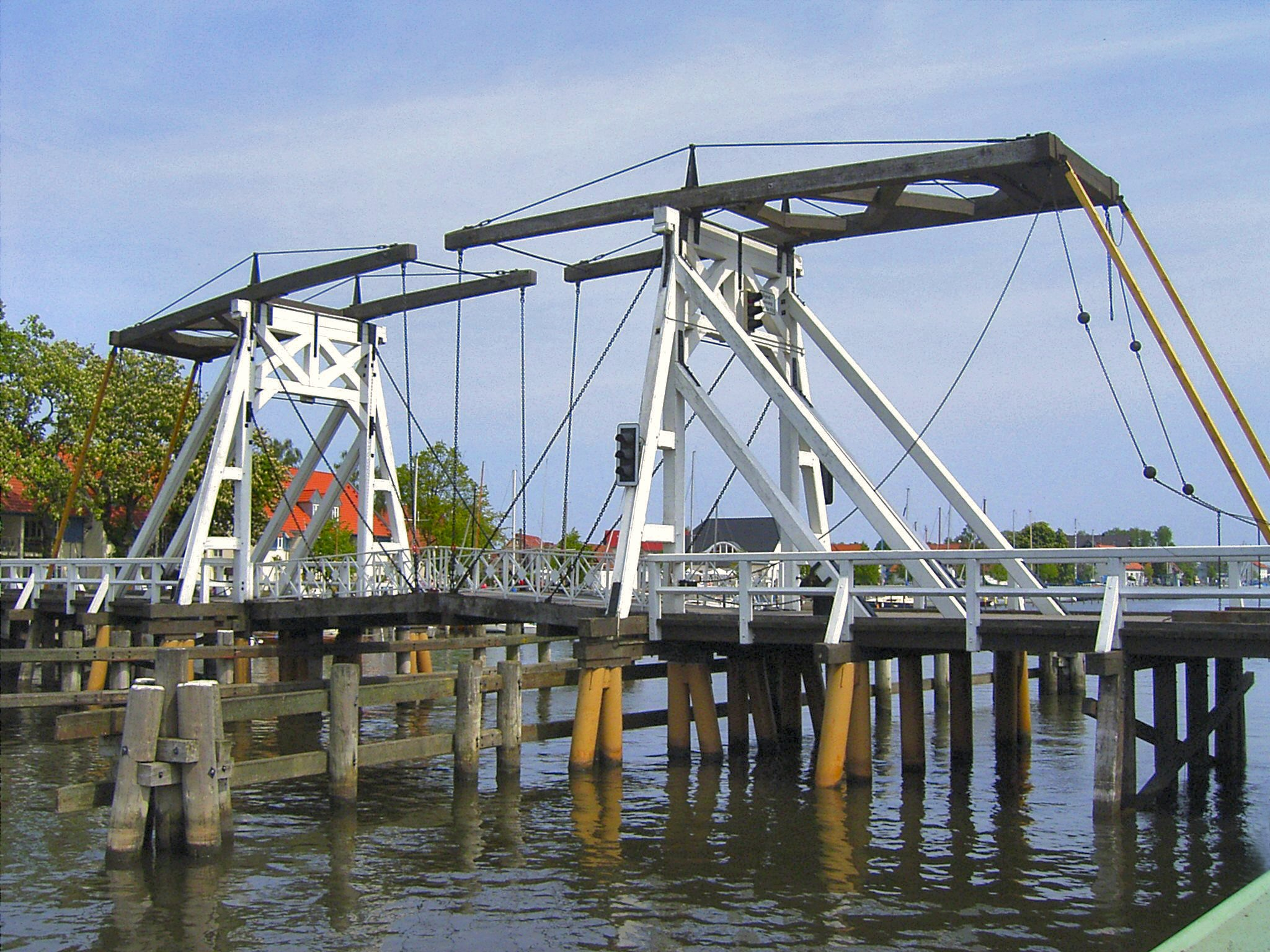
Wiecker Brücke

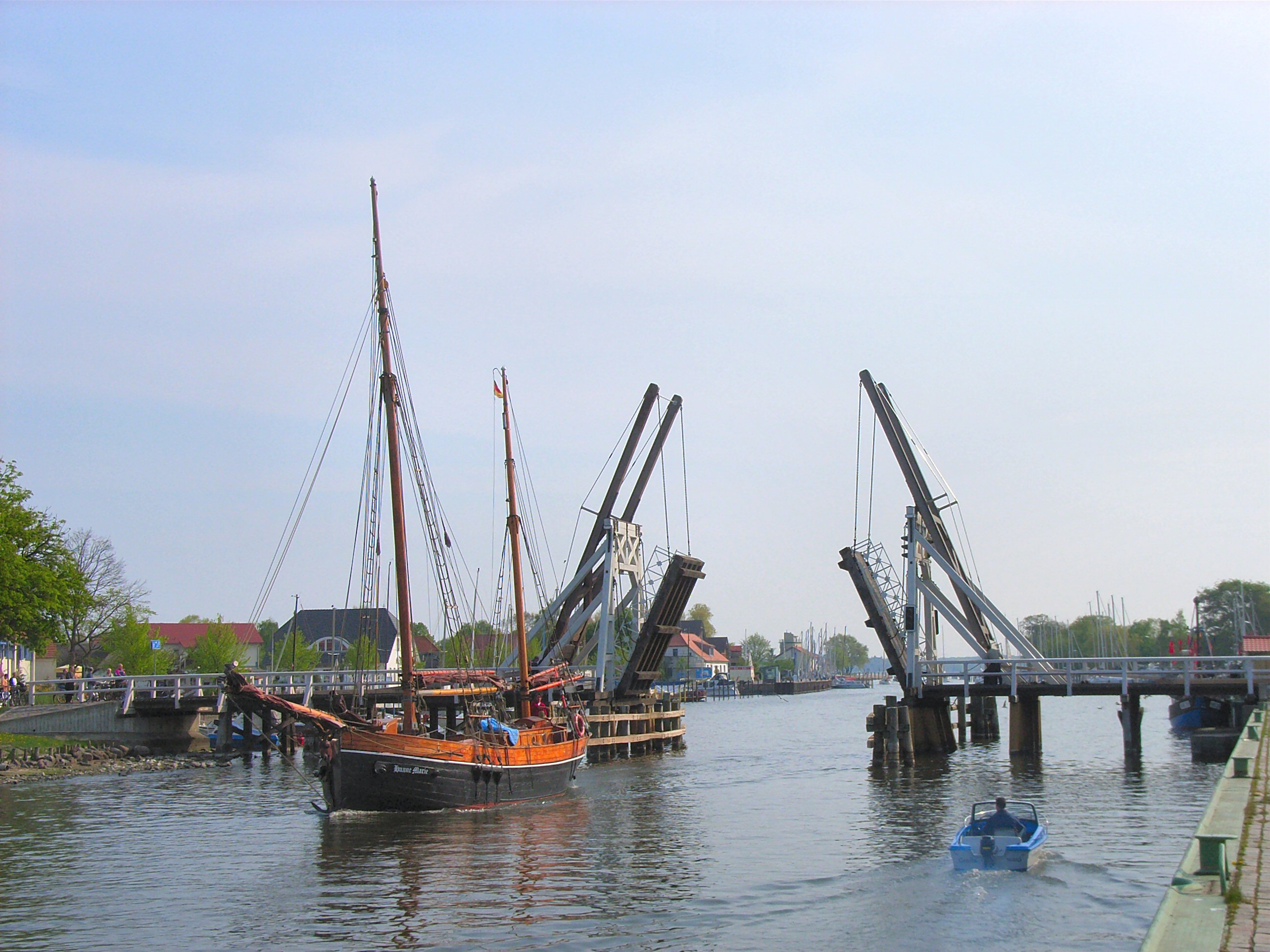
Geöffnete Brücke

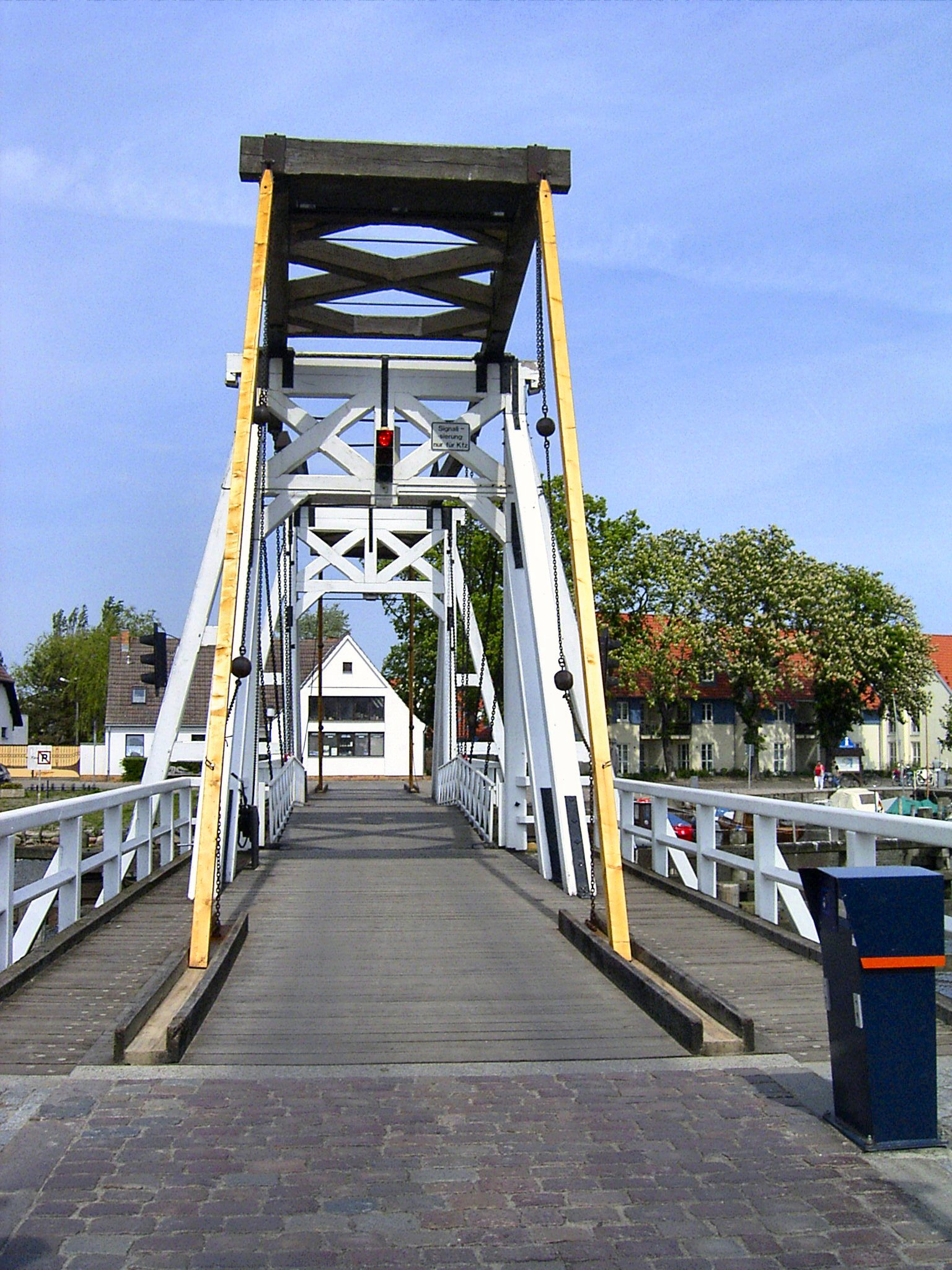
Wiecker Brücke von Süden

Die Wiecker Holzklappbrücke wurde im Jahre 1887 nach holländischem Vorbild erbaut. Die Klappbrücke führt über den Fluss Ryck, der wenige hundert Meter weiter östlich in die Dänische Wiek, den südlichen Teil des Greifswalder Boddens, mündet. Sie verbindet die beiden Ortsteile Wieck und Eldena der Universitäts- und Hansestadt Greifswald. 
Die Ryckmündung ist seit der Gründung des Zisterzienserklosters Eldena im Jahre 1199 besiedelt, aber erst zum Ende des 19. Jahrhunderts wurden konkrete Pläne für den Bau einer Brücke umgesetzt. Bis dahin war fast sieben Jahrhunderte lang ein Übersetzen nur mit Booten oder Fähren möglich. Auch heute noch befindet sich die nächste Brücke erst am Ende des schiffbaren Abschnittes des Rycks in Höhe der ca. fünf Kilometer entfernten Greifswalder Altstadt.
Der Greifswalder Holzschiffbaumeister und Reeder August Spruth erhielt am 20. Dezember 1886 den Auftrag eine von ihm entworfene Klappbrücke zu errichten. Im Februar 1887 begannen die Zimmerleute seiner Werft mit dem Bau und bereits am 25. Juli 1887 konnte die Wiecker Brücke feierlich eingeweiht werden. Die Brücke ist 55,1 m lang, 7,5 m breit und hat eine Schiffsdurchfahrtsbreite von 10,7 m. Ihre Baukosten beliefen sich auf 33.850 Mark.
Zuletzt wurde die Brücke 1993 und 1994 in 8-monatiger Bauzeit für 1,6 Millionen DM generalinstandgesetzt. Sie bedarf aber trotzdem einer ständigen aufwändigen Wartung, um Zwischenfälle wie den vom 9. August 2004 zu vermeiden. An diesem Tag riss ein Bolzen und eine der schweren Zugketten fiel herunter.
Als eine der ältesten und noch immer funktionsfähigen Holzklappbrücken ist die Wiecker Brücke heute ein beeindruckendes technisches Denkmal und gilt als Wahrzeichen von Greifswald-Wieck. Fotografen und Malern dient sie immer wieder als Motiv.

## Brückenzoll
Brückenzoll wurde bis zur Eingemeindung der Gemeinden Eldena und Wieck 1939 und dann noch einmal von 1990 bis 2000 erhoben (zuletzt 5,– DM pro Kraftfahrzeug bis zu 3 t). Die Schiffsdurchfahrt war immer gebührenfrei. Seit 2001 ist die Brücke für den allgemeinen Kraftfahrzeugverkehr gesperrt und dient seitdem hauptsächlich als Fußgängerbrücke; nur die Fahrzeuge der Anwohner dürfen mit Sondergenehmigung passieren. Die Anwohner zahlen zum Erhalt des Bauwerkes pro Jahr 80 Euro in die Stadtkasse. 
2006 beschloss die Bürgerschaft der Hansestadt Greifswald diese Regelung aufzuheben und stattdessen eine Sondernutzungsgebühr von 50 Cent pro Überfahrt zu erheben, was zu erheblichen Bürgerprotesten führte. Seit einiger Zeit kämpft die Elterninitiative Wieck-Ladebow für eine Ermäßigung für Familien, die ihre Kinder zu Schulen, Kitas, Sport und Vereinen über die Brücke bringen müssen. 2010 hatte sie ihr Ziel erreicht.